# Smoky Butte
Der Smoky Butte ist eine oligozäne Lamproitintrusion im Garfield County von Montana. Das subvulkanische Gestein enthält recht seltene Mineralien wie beispielsweise Armalcolit und Davanit.

## Geografie und Geomorphologie
Der Smoky Butte, zu deutsch Rauchiger Berg, ist ein Härtling (engl. butte), der etwa 13 Kilometer westsüdwestlich von Jordan im Gebiet der Missouri Breaks ansteht. Zusammen mit anderen lamproitischen Erhebungen wie beispielsweise dem Radial Dike Butte, dem Bull Snake Knob und dem Half Sediment Butte im Nordosten sowie dem Instrument Butte, dem Ship Rock (nicht zu verwechseln mit dem Shiprock in Arizona) und dem Wall Rock im Südwesten folgt er einem N 030-streichenden Lineament.

## Geologie
Der Smoky Butte wurde im Jahr 1960 von R. E. Matson in seiner Doktorarbeit ausführlich beschrieben. Er besteht aus Gängen und mehreren kleinen Schloten, die in die paläozänen Sedimentlagen des Tullock-Members der Fort-Union–Formation eingedrungen waren. Dessen unmittelbar über der Kreide-Tertiär-Grenze liegende Sandsteine wurden hierbei kontaktmetamorph verändert. Beim Aufstieg bediente sich der Lamproit auf gut 3 Kilometern des bereits erwähnten Lineaments – einer krustalen Schwächezone, die jetzt als bis zu 40 Meter breit werdender Gang ausgebildet ist. Der nicht aushaltende Gang ist in staffelförmig gegeneinander versetzte Teilbereiche aufgespalten. Die Gangränder sind meist abgeschreckt, können aber auch Pahoehoe-artige Strickstrukturen vorweisen.
Die Lamproitgesteine gehören zu den Phlogopit-Lamproiten, genauer handelt es sich um Sanidin-Diopsid-Richterit-Phlogopit-Lamproite. Die hypabyssalen Gesteine zeigen verschiedene Ausbildungsformen und können blasig, massiv, glasig und brekziös auftreten, untergeordnet kommen auch Tuffe und andere Pyroklastika vor. Effusiva wurden nicht gefördert.
Lamproitbrekzien und heterolithische Brekzien (Vermischung von blasigen, bimsartigen Lamproitbruchstucken mit Nebengesteinen der schwach kontaktmetamorphen Fort-Union-Formation) sind sehr häufig und bauen einige der eingangs genannten Lokalitäten auf. In Blöcken aus heterolithischer Brekzia finden sich oft Wechsellagen aus verschweißten Zusammenballungen und geschichteten Tuffen.

## Petrologie
Petrographisch lassen sich drei verschiedene Gesteinsfazies unterscheiden:
- Schlotinnenzone bestehend aus titanreichem Phlogopit, Armalcolit, Diopsid, Olivin, Analcim und Glas
- glasfreie Übergangszone mit ansonst gleichem Mineralbestand zuzüglich Sanidin
- feinkörnige Außenzone mit Sanidin, Armalcolit und Alkaliamphibolen. Einschlüsse des intrudierten Nebengesteins sind häufig.

### Mineralogie
Insgesamt führen die Lamproite von Smoky Butte neben Glas folgende Minerale:
- Olivin (meist zersetzt)
- Diopsid
- Phlogopit (titanreich)
- Richterit (kaliumreich)
- Riebeckit (kaliumreich)
- Sanidin
- Analcim
- Apatit
- Armalcolit
- Priderit
- Chromit
- Baryt
- Davanit
- Carbonate

Im Gegensatz zu den Lamproiten von den Leucite Hills in Wyoming kommt kein Leucit vor.

### Zusammensetzung
Für die drei Fazies konnten folgende chemische Zusammensetzungen und deren CIPW-Normen bestimmt werden:
| Oxid Gew. % | Innenbereich | Übergangszone | Außenbereich | CIPW-Norm | Innenbereich | Übergangszone | Außenbereich |
| ----------- | ------------ | ------------- | ------------ | --------- | ------------ | ------------- | ------------ |
| SiO2        | 51,89        | 53,53         | 52,19        | Q         | 0,00         | 0,00          | 0,22         |
| TiO2        | 5,17         | 5,23          | 4,96         | Or        | 45,09        | 46,39         | 446,39       |
| Al2O3       | 9,05         | 9,08          | 9,04         | Ab        | 4,07         | 3,00          | 2,79         |
| Fe2O3       | 3,86         | 4,39          | 5,02         | Ac        | 11,10        | 11,74         | 6,04         |
| FeO         | 1,31         | 1,02          | 3,50         | Di        | 6,18         | 5,24          | 15,26        |
| MnO         | 0,08         | 0,08          | 0,08         | En        | 16,81        | 16,95         | 12,80        |
| MgO         | 7,90         | 7,78          | 7,98         | Ne        | 0,02         | 0,33          | 2,93         |
| CaO         | 4,44         | 4,43          | 4,90         | Il        | 2,94         | 2,33          | 7,56         |
| Na2O        | 1,97         | 1,93          | 1,14         | Tn        | 2,04         | 7,38          | 2,40         |
| K2O         | 7,63         | 7,85          | 7,85         | Pf        | 4,75         | 1,70          | 0,00         |
| P2O5        | 0,25         | 0,22          | 0,22         | Ap        | 0,55         | 0,48          | 0,48         |
| LOI         | 5,32         | 4,41          | 1,49         |           |              |               |              |

Die potassischen, teils leicht an Silicium übersättigten (da Quarz-normativen) Lamproite vom Smoky Butte befinden sich im Übergangsbereich von mafischen zu intermediären Gesteinen. Sie sind peralkalisch, erkennbar am normativen Akmit. Sie besitzen ferner ausgesprochen hohe TiO2- und erhöhte K2O-Gehalte. Ihre MgO-Werte liegen bei 8 Gewichtsprozent. Sie sind hingegen an Al2O3 und P2O5 verarmt.

### Spurenelemente
| Spurenelemente ppm | Smoky Butte |       |       |       |       |       |
| ------------------ | ----------- | ----- | ----- | ----- | ----- | ----- |
| Sc                 | 14,0        | 17,2  | 14,6  | 13,0  | 13,3  | 15,4  |
| Co                 | 36,4        | 37,7  | 27,0  | 30,2  | 31,2  | 20,3  |
| La                 | 364         | 410   | 366   | 332   | 337   | 437   |
| Rb                 | 50          | 140   | 122   | 69    | 85    | 112   |
| Sr                 | 3150        | 2998  | 2332  | 2686  | 2915  | 2226  |
| Pb                 | 12,45       | 14,94 | 12,54 | 10,50 | 17,22 | 14,53 |
| Ba                 | 9550        | 11030 | 9020  | 9340  | 8709  | 20000 |
| Ce                 | 803         | 874   | 821   | 716   | 746   | 930   |
| Nd                 | 329         | 361   | 328   | 292   | 300   | 379   |
| Sm                 | 36,7        | 40,8  | 37,0  | 32,6  | 33,5  | 43,1  |
| Hf                 | 44,9        | 50,9  | 46,1  | 41,6  | 42,5  | 53,8  |
| Th                 | 6,66        | 7,76  | 6,41  | 5,29  | 5,26  | 7,33  |

Gegenüber anderen Lamproitprovinzen wie beispielsweise West Kimberley in Westaustralien sind die Gesteine vom Smoky Butte an Rubidium, Blei und Thorium abgereichert. Auffallend sind jedoch die extrem hohen Werte an Barium (bis 2 Gewichtsprozent). Auch Hafnium zeigt erhöhte Konzentrationen.

### Isotopenverhältnisse

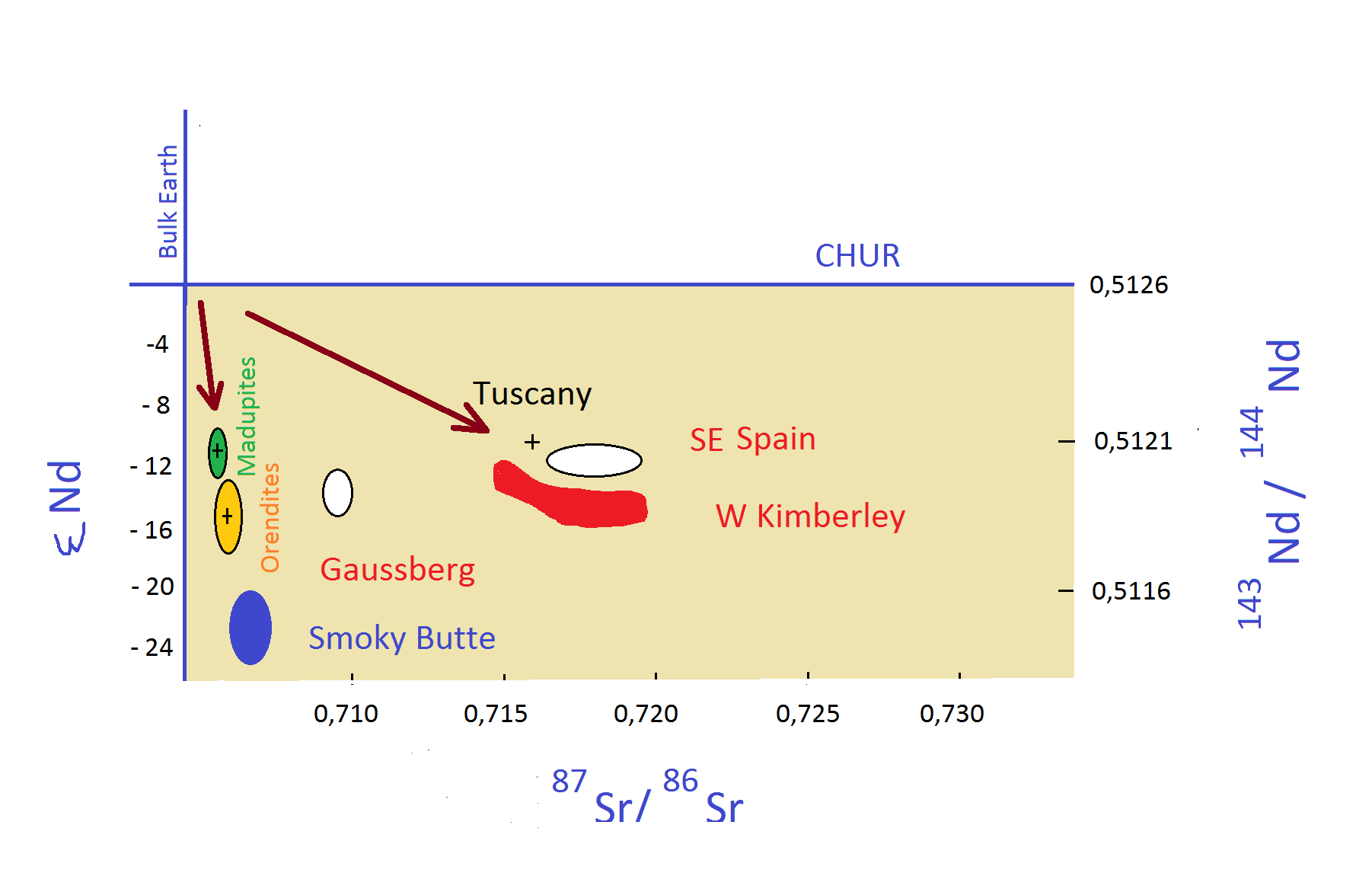
Neodym-Strontium-Isotopendiagramm mit der Position der Lamproite von Smoky Butte (blau) im Vergleich zu anderen Magmenprovinzen

Folgende Initialverhältnisse wurden für die Radioisotopen von Sr, Nd und Pb ermittelt:
| Isotopen    | Smoky Butte |         |         |         |         |         |
| ----------- | ----------- | ------- | ------- | ------- | ------- | ------- |
| 87Sr/86Sr   | 0,70592     | 0,70587 | 0,70603 | 0,70633 | 0,70628 | 0,70630 |
| 143Nd/144Nd | 0,51137     | 0,51137 | 0,51143 | 0,51137 | 0,51128 | 0,51151 |
| 206Pb/204Pb | 16,145      | 16,469  | 16,146  | 16,037  | 16,025  | 16,643  |
| 207Pb/204Pb | 15,193      | 15,527  | 15,218  | 15,209  | 15,190  | 15,277  |
| 208Pb/204Pb | 36,27       | 36,58   | 36,37   | 36,25   | 36,195  | 36,68   |

Die Lamproite vom Smoky Butte gehören weltweit mit zu den am wenigsten radiogenen Gesteinen mit sehr niedrigen Bleiisotopenverhältnissen und sehr niedrigem ϵ Nd. Wie auch die Lamproite der Leucite Hills folgen sie im Isotopendiagramm 143Nd/144Nd gegenüber 87Sr/86Sr einem steilen Trend mit gleichzeitig niedrigen Sm/Nd und Rb/Sr-Verhältnissen. Sie unterscheiden sich somit sehr deutlich von Gesteinen anderer Magmenprovinzen.

## Alter
Marvin und Kollegen haben für die Lamproite an Phlogopit mit der Kalium-Argon-Methode ein dem Chattium entsprechendes Alter von 27 ± 3 Millionen Jahre BP ermittelt. Dies ist das bisher jüngste im Osten Montanas bekannte magmatische Alter.